# En el muelle de San Blas

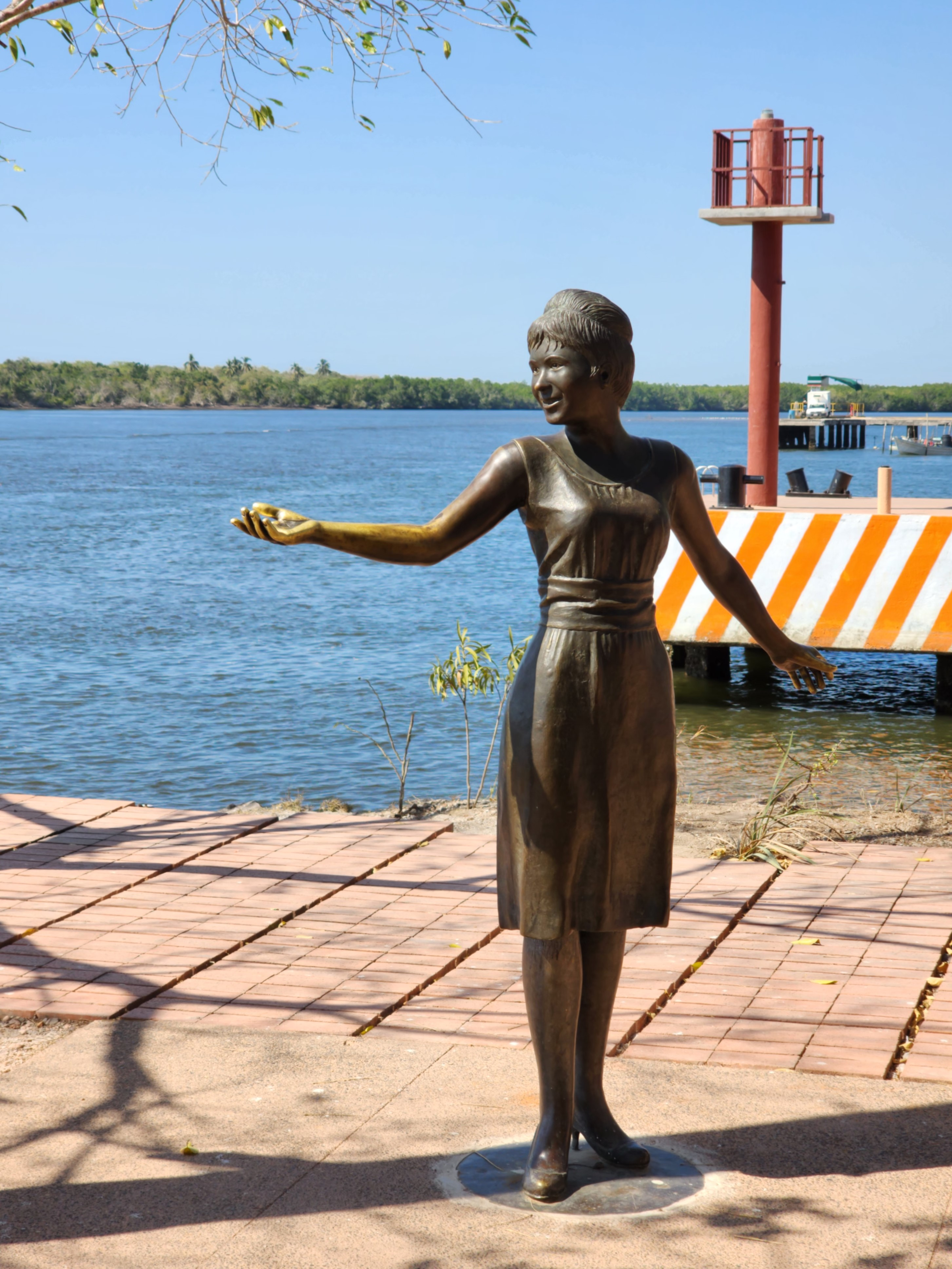

«En el muelle de San Blas» es el cuarto sencillo y octava canción grabada por la banda mexicana de rock en español Maná, tomada de su quinto álbum de estudio Sueños líquidos (1997). El 13 de abril de 1998 la canción alcanzó el puesto n.º 18 en el U.S. Billboard Hot Latin Tracks, y permaneció en ese puesto por 6 semanas.
La canción fue inspirada en Rebeca Méndez Jiménez, una mujer en Nayarit, México. En 1971 ella se despidió en el muelle de San Blas de su prometido Manuel, un pescador extranjero con quien se iba a casar 3 días después, ya que regresara de su viaje de pesca; La tormenta Priscila llegó a la zona, razón por la cual se dijo que murió, pero su cuerpo nunca fue encontrado, así que ella lo esperó todos los domingos durante 41 años (1971-2012) en el Muelle de San Blas, a la cual apodaron la "Loca del Muelle de San Blas", porque seguido acudía vestida de novia. 
En 1997 Fernando Olvera miembro del grupo Maná, visitó el muelle, se cruzó con Rebeca, le preguntó sobre su historia y decidió hacerla canción. Méndez Jiménez falleció el 16 de septiembre de 2012 a los 69 años esperando a Manuel quién nunca llegó. 
Las autoridades del Puerto, consideraron construir una estatua de ella en el Puerto de San Blas,razón por la que ahora el puerto es visitado por turistas de diversas partes de México y Latinoamérica.

## Posicionamiento
| Lista (1998)                                | Mejor posición |
| ------------------------------------------- | -------------- |
| U.S. Billboard Hot Latin Tracks             | 18             |
| U.S. Billboard Latin Pop Airplay            | 18             |
| U.S. Billboard Latin Tropical/Salsa Airplay | 19             |

## Versiones
- En Argentina, la banda de cumbia pop, Agapornis hace su Versión en su Disco Volando con Ritmo y una Grabada en el CD Juntos.